# UTC+03:30
UTC+03:30 es el vigésimo primer huso horario del planeta cuya ubicación geográfica se encuentra en el meridiano 52.5 este. Aquellos países que se rigen por este huso horario se encuentran 3 horas y 30 minutos por delante del meridiano de Greenwich.

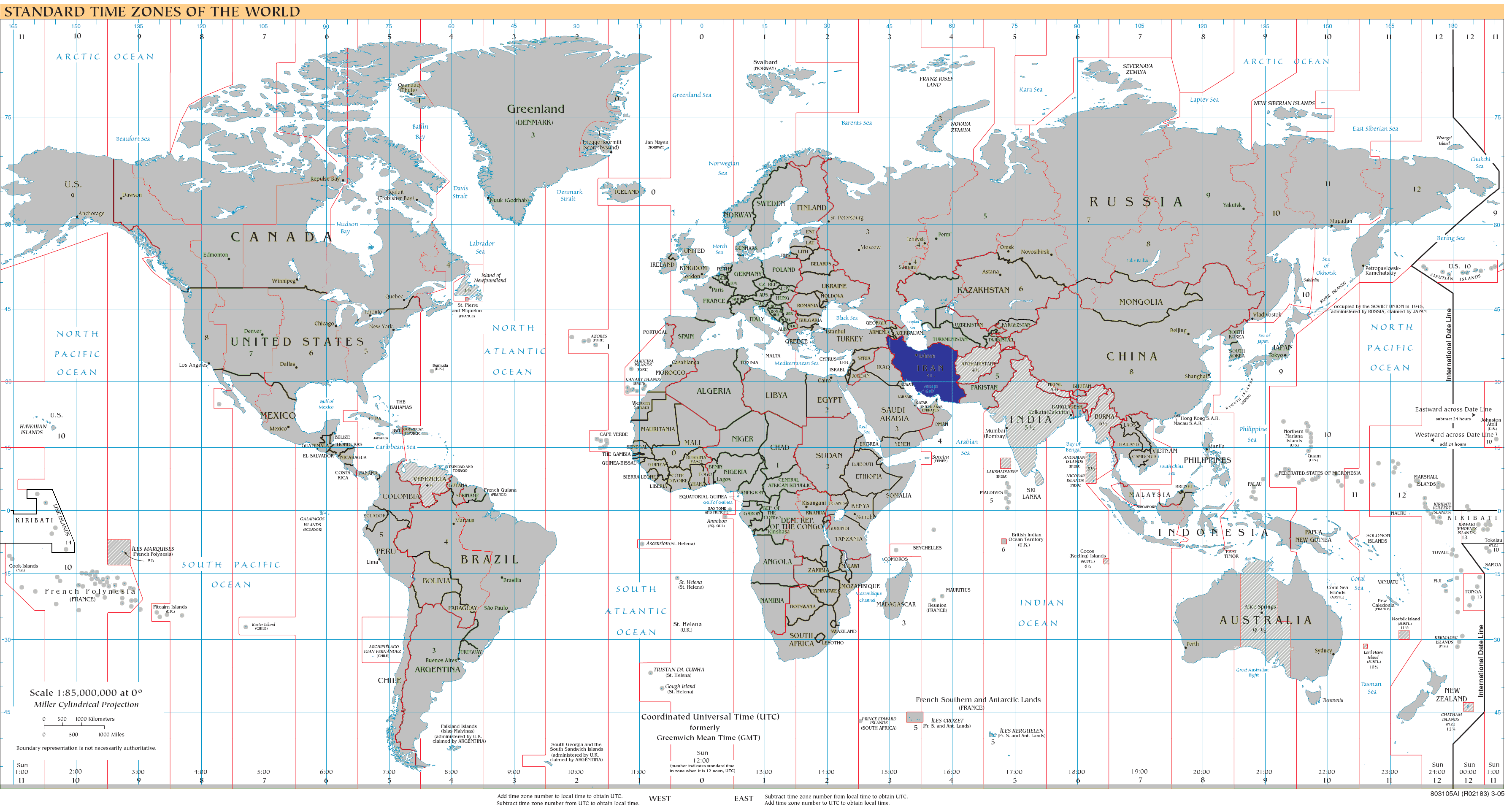
UTC+03:30 (solo utilizado por Irán).

## Hemisferio norte

### Países que se rigen por UTC+03:30 todo el año
| Abreviatura | Nombre Completo                            | País |
| ----------- | ------------------------------------------ | ---- |
| IRST        | Hora Estándar de Irán (Iran Standard Time) | Irán |